# Орловка (Кетовський район)
Орло́вка (рос. Орловка) — присілок у складі Кетовського району Курганської області, Росія. Входить до складу Шмаковської сільської ради.
Населення — 144 особи (2010, 222 у 2002).